# Porphyrinia cinerina
Porphyrinia cinerina är en fjärilsart som beskrevs av Ghil. 1854. Porphyrinia cinerina ingår i släktet Porphyrinia och familjen nattflyn. Inga underarter finns listade i Catalogue of Life.